# Les Quatre Évangélistes (Jordaens)
Pour les articles homonymes, voir Les Quatre Évangélistes.
Les Quatre Évangélistes est un tableau réalisé par le peintre flamand Jacob Jordaens vers 1617-1618. Cette huile sur toile est une peinture chrétienne qui représente les quatre Évangélistes absorbés par l'étude d'un livre. Le plus jeune, Jean figure drapé de blanc au premier plan. Matthieu est placé à droite, tenant une plume au-dessus des pages d'un ouvrage. Quant à Luc et Marc, ils ne peuvent être distingués l'un de l'autre, faute d'attributs évidents. Acquise pour le roi Louis XVI en 1784, l'œuvre est conservée depuis son ouverture au musée du Louvre, à Paris, en France.